# Rübelandbahn
Rübelandbahn – połączenie kolejowe z Blankenburga do Tanne przez Rübeland w Saksonii-Anhalt. Długość toru wynosi 30,6 km, wysokość 300 metrów. Odcinek Königshütte Fir został zamknięty w 1968 roku, odcinek Elbingerode 30 sierpnia 2000 roku.
Początkowo była to linia zębata. Po wprowadzeniu parowozów Baureihe 95 zdemontowano zębatki.
Obecnie linia jest zamknięta. Czasami odbywają się przejazdy okolicznościowe.